# Типы краскопультов
Типы краскопультов — разновидности краскораспылителей отличающихся друг от друга величиной давления сжатого воздуха в распыляющей головке. Среди множества способов окраски различных поверхностей, самым распространённым в авторемонте, автомобильной промышленности и, даже, в непрофессиональном использовании, является распыление. Распыление - это аэрозольный способ нанесения лакокрасочных материалов (ЛКМ) на окрашиваемые поверхности.

## Способы распыления
Распыление может осуществляться несколькими способами: воздушный, безвоздушный, комбинированный и в электростатическом поле.
Нас прежде всего интересует воздушное распыление. Среди его преимуществ - высокая скорость и качество работ. Процесс воздушного распыления состоит из двух этапов: разбивка ЛКМ и формирование формы факела.

## Краскопульты
Краскопульты можно разделить на три основных типа, отличающихся величиной давления сжатого воздуха в распыляющей головке.
CONV - конвенциональная система. Давление высокое, 2-3 bar.
HVLP - High Volume, Low Pressure - большой объем, низкое давление 0,7 bar.
LVLP - Low Volume, Low Pressure - низкий объем, низкое давление 0.7-1.2 bar.
Во всех конструкциях сжатый воздух в распыляющей головке формирует факел из мельчайших капель ЛКМ. Осаждаясь, он формирует лакокрасочную поверхность.
Особенность этого метода состоит в том, что на окрашиваемую поверхность осаждается не весь факел, а лишь небольшая часть. Основная его часть в виде аэрозольного тумана оседает за её пределами.
Сокращение непродуктивного расхода ЛКМ - основная задача решение которой сделает процесс окраски еще и более экологичным, так как применяемые ЛКМ содержат большое количество растворителей (ЛОС)

## История
Принцип воздушного распыления был разработан в 1888 году Алленом Девилбисом - врачом отоларингологом из штата Огайо, США. Он использовал принцип пневматического распыления для повышения эффективности лечения пациентов лекарствами в жидкой форме.
Сын Аллена, Томас Девилбис, продолжив работать над изобретением отца, серьёзно модернизировал ингалятор и расширил его применение. В 1907 году был представлен первый ручной краскопульт, применение которого в активно развивающейся автомобильной промышленности позволило значительно увеличить эффективность и качество окрасочных работ.

## Конвенциональные краскопульты
Почти до конца XX века принцип работы краскопультов не менялся. Это были конвенциональные устройства высокого давления, на входе которых давление составляло 3-4 bar. Такой принцип ещё называют прямым, так как давления на входе системы и на выходе распыляющей головки примерно равны.
Достоинством таких краскопультов был однородный состав окрасочного факела, высокое качество работ, и довольно скромное потребление сжатого воздуха (300 л. в мин.), что позволяло использовать маломощное компрессорное оборудование.
Недостаток краскопультов этой конструкции состоял в довольно низком коэффициенте переноса ЛКМ (30-45%), что связано с принципом пневматического распыления - большое количество микрокапель ЛКМ не попадает на окрашиваемую поверхность, оседая за её пределами. Повышение давления приводило к тому, что капли ЛКМ, ударяясь о поверхность, не оседали, а отскакивали от неё, снижая производительность и повышая расход ЛКМ.

## Краскопульты HVLP
Одним из недостатков прямого распыления является формирование аэрозольного тумана, и, следовательно, низкая экологичность этого способа. С ужесточением норм и законов по защите окружающей среды, в начале 80-х годов была разработана новая, более экологичная система распыления HVLP.
В краскопультах HVLP давление на входе составляет 2 bar, а за счет специальной конструкции устройства на выходе получается низкое давление 0,7 bar. Этим достигается повышение коэффициента переноса ЛКМ (до 70%) и более качественное покрытие.
Особенностью этой системы стали возросшие требования к профессионализму рабочих, так как с выросшей степенью переноса ЛКМ вырос и риск образования подтёков. А кроме того, увеличились и требования к компрессорному оборудованию, производительность которого должна обеспечивать полноценную стабильную подачу высокого объёма воздуха.
Несмотря на возросшие требования, достоинства краскопультов конструкции HVLP существенно перекрывают недостатки. Главное же преимущество - значительное снижение (до 30%) расхода ЛКМ, за счет существенного сокращения объёма аэрозольного тумана.

## Краскопульты LVLP
Высокие требования краскопультов HVLP к мощности и производительности компрессорного оборудования заставили производителей работать над совершенствованием технологии распыления ЛКМ. В итоге была разработана новая конструкция, в которой невысокий расход воздуха сочетался с высоким коэффициентом переноса.
Новые краскопульты системы LVLP (у компании Sata) или системы Trans-Tech (у компании Devilbiss) в меньшей степени зависели от нестабильности давления в пневмомагистралях. За счет особой конструкции краскопульта, при рабочем давлении 1,6-2,3 bar давление в распыляющей головке увеличилось до 1,2 bar, что позволило сохранить качество окрасочного факела и высокий, более 70%, коэффициент переноса.
В результате снижения потребления сжатого воздуха серьёзно ослабли и требования к пневмомагистралям и компрессорному оборудованию.
В целях стандартизации и наглядности производители окрасочного оборудования внедрили единую цветовую маркировку краскопультов. Она наносится на крышку воздушной головки и регулировочные винты краскопульта:
- белый (серебристый) – CONV - конвенциональный тип;
- зелёный – HVLP;
- синий – LVLP.

## Краскопульты LVMP
Всем Известны три основные технологии нанесения ЛКМ с помощью краскопультов: HP, LVLP, HVLP. LVMP становится одним из первых краскопультом, работающего по новой технологии (Low Volume Middle Pressue - Низкий объем воздуха, среднее давление). Эта технология является производной от технологии LVLP.

Преимущества краскораспылителя LVMP:

- - равномерное и более экономичное нанесение ЛКМ;
- - высокая скорость нанесения ЛКМ;
- - увеличенный коэффициент переноса ЛКМ на окрашиваемую поверхность;
- - эргономика на высшем уровне (точный повтор контура кисти);
- - несколько регулировок, позволяющие добиться более качественного результата для определенных видов работ;